# Talsperre Los Peares
Die Talsperre Los Peares (spanisch Presa de Los Peares') ist eine Talsperre mit Wasserkraftwerk in den Gemeinden Carballedo und Pantón, Provinz Lugo, Spanien. Sie staut den Miño zu einem Stausee auf. Die Talsperre dient der Stromerzeugung. Mit ihrem Bau wurde 1947 begonnen; sie wurde 1955 fertiggestellt. Die Talsperre ist im Besitz von Naturgy und wird auch von Naturgy betrieben.

## Absperrbauwerk
Das Absperrbauwerk ist eine Gewichtsstaumauer aus Beton mit einer Höhe von 94 m über der Gründungssohle. Die Mauerkrone liegt auf einer Höhe von 196,5 (bzw. 197) m über dem Meeresspiegel. Die Länge der Mauerkrone beträgt 261 m. Das Volumen beträgt 410.000 m³.
Die Staumauer verfügt sowohl über einen Grundablass als auch über eine Hochwasserentlastung. Über den Grundablass können maximal 100 m³/s abgeleitet werden, über die Hochwasserentlastung maximal 3568 m³/s. Das Bemessungshochwasser liegt bei 4000 m³/s.

## Stausee
Beim normalen Stauziel von 194 m erstreckt sich der Stausee über eine Fläche von rund 5,35 (bzw. 6) km² und fasst 182 (bzw. 183) Mio. m³ Wasser; davon können 148 Mio. m³ genutzt werden. Der Stausee erstreckt sich über eine Länge von 22,5 km. Er dient als Unterbecken des geplanten Pumpspeicherkraftwerks Belesar III.

## Kraftwerk

### Los Peares I
Das Kraftwerk ging 1954 in Betrieb; seine installierte Leistung beträgt mit drei Francis-Turbinen 159 (bzw. 181) MW. Die durchschnittliche Jahreserzeugung beträgt 350 Mio. kWh. Der Durchfluss liegt bei 66,6 m³/s je Turbine.

### Los Peares II
Das Kraftwerk ging 2013 in Betrieb; seine installierte Leistung beträgt 18,15 MW. Die zwei Turbinen befinden sich in einem Maschinenhaus auf der rechten Flussseite. Die durchschnittliche Jahreserzeugung beträgt 118 Mio. kWh. Der Durchfluss liegt bei insgesamt 23 m³/s.

### Los Peares III
Los Peares III ist ein geplantes Kraftwerk, dessen installierte Leistung mit einer Francisturbine bei 158 MW liegen soll. Der zugehörige Generator leistet 198 MVA. Das oberirdische Maschinenhaus befindet sich auf der rechten Flussseite. In der Schaltanlage wird die Generatorspannung von 16,5 kV mittels Leistungstransformatoren auf 132 kV hochgespannt. Der Durchfluss liegt bei 190 m³/s. Die Kosten für das Projekt werden mit 29 Mio. € angegeben.